# جان دیر (مخترع)
جان دیر (به انگلیسی: John Deere) (زاده ۷ فوریه ۱۸۰۴ - درگذشته ۱۷ مه ۱۸۸۶) کارآفرین، آهنگر و مخترع آمریکایی بود، که در سال ۱۸۳۷ شرکت جان دیر را تأسیس نمود. این شرکت امروزه بزرگترین تولیدکننده ماشین‌آلات کشاورزی در جهان می‌باشد. دیر سازنده نخستین گاوآهن استیلی بود.